# 太陽がまた輝くとき
太陽がまた輝くとき（たいようがまたかがやくとき）は、高橋ひろのシングル。

## 内容
- アニメ「幽☆遊☆白書」の第4期エンディングテーマで、最大のヒット曲。このアニメの前期エンディングテーマ『アンバランスなKissをして』と同様に、馬渡松子「微笑みの爆弾」のリテイクシングルのカップリングに収録されている。
- 同曲の大ヒットで、『ミュージックステーション』、『HEY!HEY!HEY! MUSIC CHAMP』に出演した。

## 収録曲
1. 太陽がまた輝くとき
作詞･作曲･編曲:高橋ひろ
2. ランチタイム グッドバイ
作詞:小倉めぐみ･高橋ひろ 作曲:高橋ひろ 編曲:高浪敬太郎
3. 太陽がまた輝くとき(inst.)

## 収録アルバム
- WELCOME TO POPSICLE CHANNEL (#1、album ver.)
- 君じゃなけりゃ意味ないね (#2)
- 高橋ひろ ベスト・コレクション (#1,2)

## 参加ミュージシャン
- 高橋ひろ - ピアノ、シンセサイザー、コーラス
  - 原田末秋 - ギター
  - 難波弘之 - オルガン、シンセサイザー
  - 斎藤誠 - ギター
  - 八木信夫 - ハーモニカ
  - 山岡広司 - プログラミング

## カバー
- EIZO Japan - アルバム「EIZO Japan 3」に最後の曲目として収録。
- 宮野真守 - アルバム「百歌声爛 男性声優編II」に収録。
- 鈴木千尋 - アルバム「百歌声爛 男性声優編III」に収録。
- 佐々木望 - アルバム「幽☆遊☆白書 〜collective rare trax〜」に収録。『幽☆遊☆白書』主人公浦飯幽助役をつとめた。
- 緒方恵美 - アルバム「アニメグ。25th」にて、檜山修之とデュエットでカバー（緒方恵美ソロバージョンも収録）。